# Atlético Nacional
Club Atlético Nacional S.A. – kolumbijski klub piłkarski z siedzibą w Medellín (Antioquia), występujący w Categoría Primera A. Domowe mecze rozgrywa na Estadio Atanasio Girardot.

## Historia
Klub założono 30 kwietnia 1947 pod nazwą Atlético Municipal. W 1989 r. jako pierwszy kolumbijski zespół zdobył Copa Libertadores, opierając się wyłącznie na krajowych zawodnikach, z czego wziął się przydomek „Puros Criollos”. W 1995 r. dotarł do finału, w którym uległ Gremio Porto Alegre. Atletico Nacional odniósł najwięcej sukcesów międzynarodowych spośród wszystkich drużyn z Kolumbii, stąd nazywany bywa „El Rey de Copas” (Król Pucharów) – dwukrotnie (1990 i 1997) wywalczył Copa Interamericana oraz Copa Merconorte (1998 i 2000). Ponadto 16-krotnie zdobywał mistrzostwo Kolumbii: 1954, 1973, 1976, 1981, 1991, 1994, 1999 (kiedy był tylko jeden mistrz na rok), a także 2005 (A), 2007 (A), 2007 (F), 2011 (A), 2013 (A), 2013 (F), 2014 (A), 2015 (F), 2017 (A).

## Osiągnięcia

### Krajowe
- Categoría Primera A

| Mistrzostwo (16):     | 1954, 1973, 1976, 1981, 1991, 1994, 1999, 2005 (A), 2007 (A), 2007 (F), 2011 (A), 2013 (A), 2013 (F), 2014 (A), 2015 (F), 2017 (A) |
| Wicemistrzostwo (11): | 1955, 1965, 1971, 1974, 1988, 1990, 1992, 2002 (A), 2004 (A), 2004 (F), 2018 (A)                                                   |

- Copa Colombia

| Zdobywca (4): | 2012, 2013, 2016, 2018 |

- Superliga Colombiana

| Zdobywca (2):   | 2012, 2016       |
| 2. miejsce (3): | 2014, 2015, 2018 |

### Międzynarodowe
- Copa Libertadores

| Zdobywca (2):  | 1989, 2016 |
| Finalista (1): | 1995       |

- Copa Sudamericana

| Finalista (3): | 2002, 2014, 2016 |

- Copa Merconorte

| Zdobywca (2): | 1998, 2000 |

- Recopa Sudamericana

| Zdobywca (1):  | 2017 |
| Finalista (1): | 1990 |

- Puchar Interkontynentalny

| Finalista (1): | 1989 |

- Copa Interamericana

| Zdobywca (2): | 1990, 1997 |

- Klubowe Mistrzostwa Świata

| 3. miejsce (1): | 2016 |

## Znani gracze
W Atlético Nacional grali m.in. Juan Pablo Ángel, Faustino Asprilla, René Higuita, Víctor Aristizábal, Andres Escobar, Mauricio „Chicho” Serna, César Cueto, Nelson Gutiérrez, Iván Córdoba i Víctor Ibarbo.

## Aktualny skład
Stan na 1 września 2022.
| Nr | Poz. | Piłkarz             |
| -- | ---- | ------------------- |
| 1  | BR   | Aldair Quintana     |
| 5  | PO   | Jhon Duque          |
| 6  | OB   | Andrés Felipe Román |
| 7  | PO   | Jarlan Barrera      |
| 9  | NA   | Jefferson Duque     |
| 10 | NA   | Andrés Andrade      |
| 13 | PO   | Alexander Mejía     |
| 15 | PO   | Nelson Palacio      |
| 16 | NA   | Daniel Mantilla     |
| 17 | PO   | Yeison Guzmán       |
| 18 | OB   | Emanuel Olivera     |
| 19 | OB   | Yerson Candelo      |

| Nr | Poz. | Piłkarz                   |
| -- | ---- | ------------------------- |
| 20 | OB   | Danovis Banguero          |
| 21 | NA   | Tomás Ángel               |
| 23 | BR   | Kevin Mier                |
| 25 | BR   | Luis Marquines            |
| 27 | PO   | Sebastián Gómez (kapitan) |
| 29 | NA   | Ruyery Blanco             |
| 30 | PO   | Jhon Solís                |
| 31 | NA   | Brahian Palacios          |
| 37 | NA   | Jayder Asprilla           |
| 42 | OB   | Cristian Castro           |
| 77 | OB   | Álvaro Angulo             |
| 88 | NA   | Dorlan Pabón              |